# Tirol (Gemeinde Neuberg)
Tirol ist ein Ort im Oberen Mürztal in der Steiermark, und
gehört zur Gemeinde Neuberg an der Mürz im Bezirk Bruck-Mürzzuschlag.

## Geographie
Der Ort liegt knapp 5 Kilometer nordwestlich von Neuberg, im Seitental der Mürz, das bei Krampen links vom Mürztal nach Norden in die Schneealpe verläuft. Das untere Tal wird Krampengraben genannt, das Talkar heißt Im Tirol. Es erstreckt sich zwischen Schönhaltereck (1860 m ü. A.), dem westlichen Hauptgipfel des Schneealpen-Hochplateaus, im Nordosten, und dem Vorberg der Lachalpe (1590 m ü. A.) im Westen.
Die Ortslage Tirol selbst (um 840 m ü. A.), 3 Häuser: Tirol 1, Tirol 2 (der ehemalige Gasthof Oberwallner "Zum lustigen Tyroler") und das Jägerhaus Tirol 5, ist nicht mehr dauernd bewohnt. Insgesamt gehören  9 Adressen zum Ort, eine Almhütte oberhalb, sowie auch als zerstreute Häuser das Jagdhaus Eisernes Törl, der Tirolerwirt und die umliegenden Häuser (Hnr. 7, 8, 10–12) am Pass auf die Nordwestflanke der Schneealpe, und außerdem die Waxenegghütte (Hnr. 14), 4½ km entfernt im Norden am Naßköhr, schon oberhalb der Kalten Mürz und der niederösterreichischen Landesgrenze, beim Waxenegg (1590 m ü. A.), dem Nordende des Neuberger Gemeindegebiets.
Nachbarorte:
|               | Hinteralm (Ortsch. Scheiterboden)           |            |
| Scheiterboden | Kompassrose, die auf Nachbargemeinden zeigt |            |
| Mürzsteg      | Krampen                                     | Karlgraben |

## Geschichte und Sehenswürdigkeiten
Tirol war von alters her eine kleine Bergbauernsiedlung. Seit den 1980ern ist sie nicht mehr ständig bewohnt.
Die Gegend, das Jagdrevier Neuhaus–Mürzsteg, war auch bevorzugtes Jagdrevier Kaiser Franz Josephs, der sich schon in jungen Jahren eine Jagdhütte am Eisernen Thörl errichten ließ. Dieses wurde später zu einer prächtigen Jagdvilla ausgebaut. Es gehört heute den Bundesforsten, und steht unter Denkmalschutz.
| Hzgt. Steier (Kthm. Österr./ Österr.- Ugrn.) | Hzgt. Steier (Kthm. Österr./ Österr.- Ugrn.) | Hzgt. Steier (Kthm. Österr./ Österr.- Ugrn.) | Hzgt. Steier (Kthm. Österr./ Österr.- Ugrn.) | Bld. Steiermark (Rep. Österr.) | Bld. Steiermark (Rep. Österr.) | Bld. Steiermark (Rep. Österr.) | Bld. Steiermark (Rep. Österr.) | Bld. Steiermark (Rep. Österr.) | Bld. Steiermark (Rep. Österr.) |
| 1812                                         | 1819                                         | 1837                                         | 1869                                         | 1951                           | 1961                           | 1971                           | 1981                           | 1991                           | 2001                           |
| 24                                           | 22                                           | −                                            | 67                                           | 29                             | 23                             | 18                             | 3                              | 9                              | −                              |
| 7                                            | −                                            | 5                                            | 6                                            | 6                              | 5                              | 13                             | 4                              | 0                              | −                              |

## Naturschutz und Tourismus
Das Gebiet liegt vollständig im Naturpark Mürzer Oberland (89/2003) und Landschaftsschutzgebiet Veitsch–Schneealpe–Raxalpe (LS 21). Hinter dem Eisernen Thörl beginnt das Naturschutz- und Ramsar-Schutzgebiet Naßköhr (NS VIII, Ramsar 1404).
Der Nordalpenweg 01 (teils auch Nr. 401’ und E4) führt auf seiner 8. Etappe Schneealpe über die Ortschaft. Die Tour führt vom Schneealpenhaus über die Waxenegghütte (privat, bewirtschaftet) zur Hinteralm. Dort liegen das Hinteralmhaus des OeAV (ehem. Wiener-Lehrer-Hütte/Donaulandhütte, Selbstversorger) Dann geht es weiter über das Eiserne Thörl und den Gasthof Tirolerwirt, und an Tirol vorbei hinunter nach Krampen.

Die Straße nach Tirol ist auch als rollstuhltauglicher, landschaftlich reizvoller Wanderweg bekannt.